# 水心子正秀 (初代)

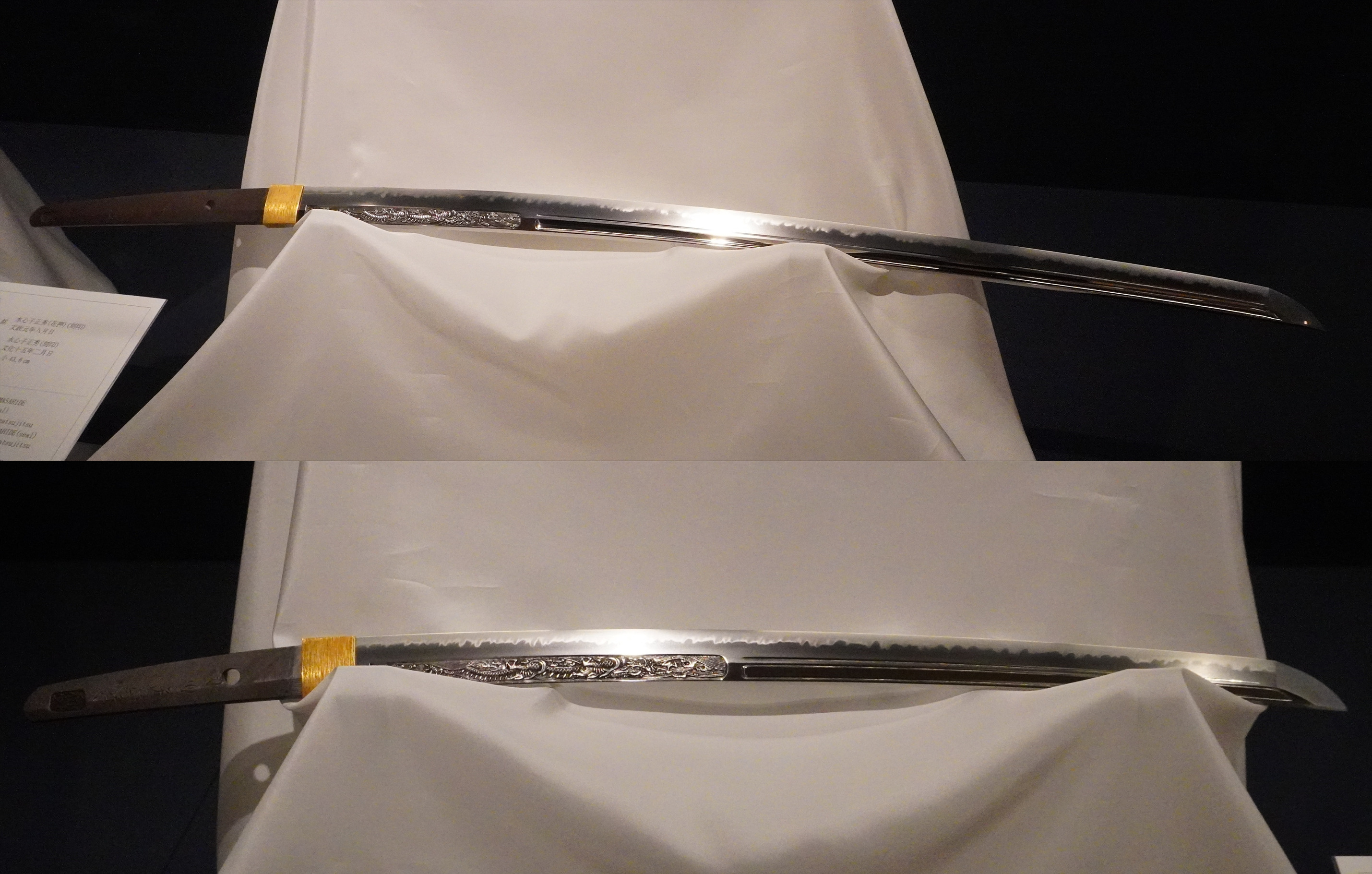
刀 銘 水心子正秀（花押）（刻印）文政元年八月日、脇差 銘 水心子正秀（刻印）文化十五年二月日（日本美術刀剣保存協会によると銘の元号が違うが改元した同年であり大小と認められる）、個人蔵

水心子 正秀（すいしんし まさひで、寛延3年（1750年） - 文政8年9月27日（1825年11月7日））は江戸時代後期の刀工である。本名は川部儀八郎。古代の鍛刀法を研究し新々刀を制作したとされる。正秀の一門は大慶直胤、細川正義などの弟子が知られるなど、刀剣研究家の飯田一雄は刀工の中でも珍しい教育者であると指摘している。銘は「英国」「水心子正秀」「川部儀八郎藤原正日出」「秋元臣川部儀八郎藤原正秀作」「羽州山形之臣川部儀八郎藤原正秀」「水心藤原正秀」「水心正日出」。

## 来歴

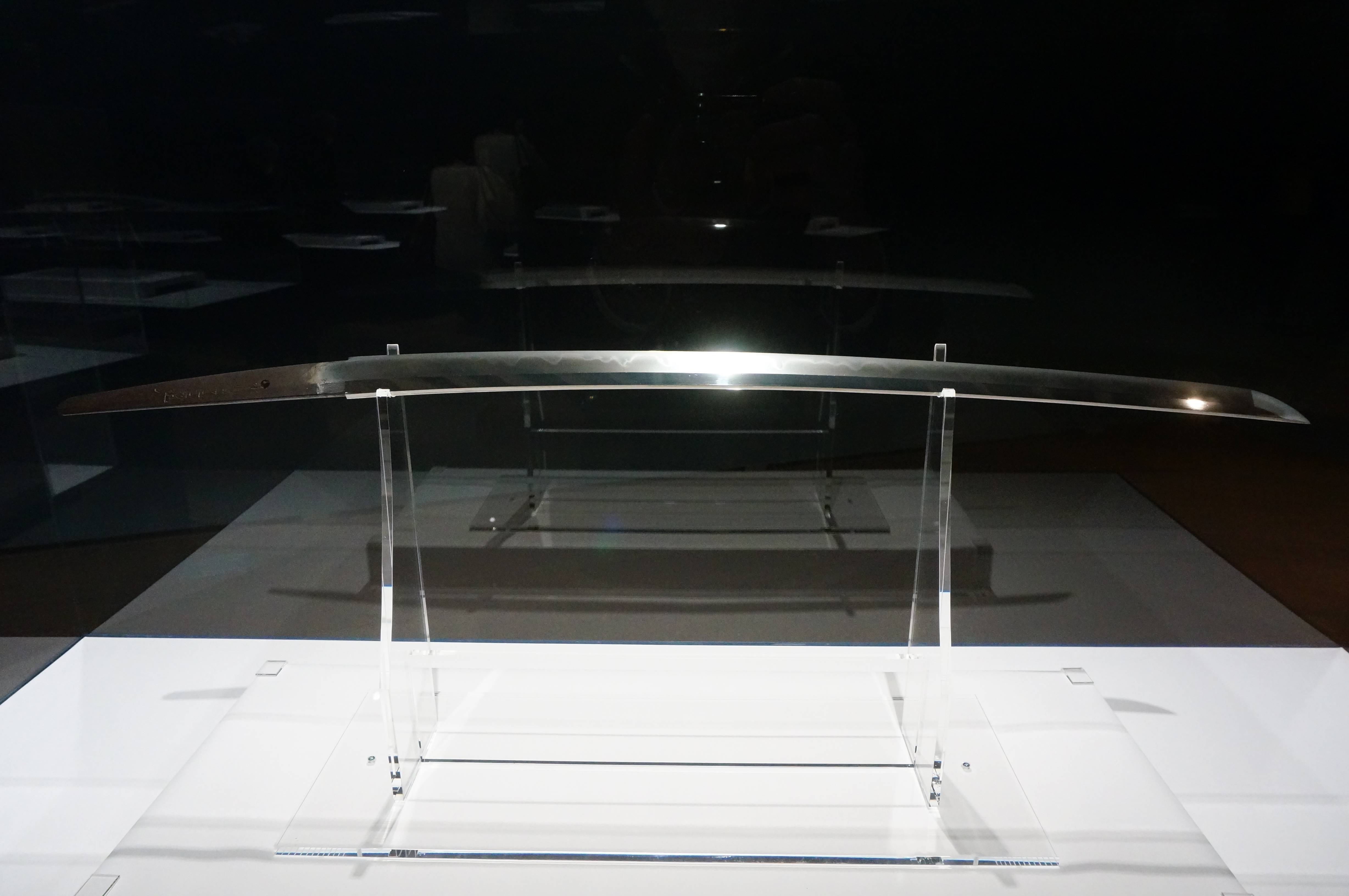
刀 銘 水心子正秀（花押）寛政三年八月日、1791年、江戸時代、ボストン美術館蔵

羽州米沢藩領の中山村諏訪原（山形県南陽市元中山）に生まれる。幼名は三治郎。父を早くに亡くし、母と共に本家筋の鈴木権次郎方に向かい、そこで宝暦12年（1762年）頃から明和4年（1767年）頃まで養育される。その後母と共に赤湯町外山家に身を寄せ、18歳頃に鍛冶屋に弟子入りする。 その後「鈴木三郎卓英」と名乗り、山形城下にて英国（てるくに）と改称する。明和8年（1771年）江戸の八王子にて下原吉英の門下に入る。
安永3年（1774年）、山形藩主・秋元永朝に召し抱えられる。浜町屋敷の秋元家鍛冶所にて鍛刀を続ける。

## 研究について
冶金学者の俵国一は『剣工秘伝志』から正秀は古代において刀工自身が鉄を採取・製造していたことから、任意に炭素の量を調整するために、刀工自身が製鉄を行うべきとしている。

## 著書
- 『刀剣実用論』（武用論）2巻[7]
- 『刀剣弁疑』3巻[7]
- 『剣工秘伝志』3巻[7]
- 『鍛錬玉函』1巻[7]
- 『刀剣武用論』2巻[7]